# Amar en tiempos revueltos
Amar en tiempos revueltos es una serie de televisión española ambientada en la guerra civil española y los primeros años del franquismo, producida por Diagonal TV para RTVE y emitida en La 1, entre el 26 de septiembre de 2005 y el 15 de noviembre de 2012. Se emitió de lunes a viernes de 16:15 a 17:15hs.
En 2012, y ante la imposibilidad de que RTVE por problemas financieros contrate una octava temporada, la productora Diagonal TV decidió negociar con otras cadenas la continuidad de la serie. Este hecho provocó el final de la serie y la creación de una serie derivada titulada Amar es para siempre, emitida entre el 14 de enero de 2013 y el 6 de marzo de 2024 en Antena 3.
La serie fue repuesta en La 1 de TVE desde el 30 de junio hasta el 11 de julio de 2014, en las tardes de entresemana. Fue cancelada por baja audiencia, al igual que ocurrió con todos los programas que la sustituyeron desde su final hasta su breve reposición.

## Contexto histórico y ambientación
La novela está ambientada en la guerra civil española y los primeros años del franquismo y narra las historias de personajes que vivieron las secuelas de la guerra. 
La primera temporada se ambientaba en los sucesos que ocurrieron entre los años 1936 y 1945 como el establecimiento de la Segunda República española, los distintos movimientos obreros y agrarios que surgieron contra el gobierno y la crisis política y social de la época. 
La segunda temporada comprende el periodo de 1945 a 1948 donde se narran los años de bloqueo internacional a la dictadura franquista. 
La tercera comienza en el verano de 1948 cuando se abre la frontera hispano-francesa y acaba en 1950 tras superar el bloqueo internacional y España mejora levemente su situación económica.
La cuarta temporada transcurre a partir de 1950 y cuenta el ingreso de España en la FAO y la posterior Unesco. 
La quinta temporada comienza el 1 de abril de 1952 con el fin del racionamiento español y se extiende hasta 1953 con el acuerdo con la Santa Sede y los Estados Unidos. 
La sexta temporada tiene lugar durante los años 1954 y 1955, narrando el asentamiento del régimen franquista y el fin del aislamiento, ingresando España en la ONU.
La séptima temporada comienza en julio de 1956 y se extiende hasta el año 1957 con la independencia del protectorado de Marruecos, la guerra de Ifni, el tratado de Roma o el conflicto del canal de Suez.

## Temporadas
| Temporadas | Temporadas | Episodios | Ambientación | Estreno                  | Final                   | Audiencia media | Audiencia media | Audiencia media |
| Temporadas | Temporadas | Episodios | Ambientación | Estreno                  | Final                   | Espectadores    | Cuota           |                 |
| ---------- | ---------- | --------- | ------------ | ------------------------ | ----------------------- | --------------- | --------------- | --------------- |
|            | 1          | 200       | 1936 – 1945  | 26 de septiembre de 2005 | 26 de junio de 2006     | 2 095 000       | 21,2%           |                 |
|            | 2          | 221       | 1945 – 1948  | 11 de septiembre de 2006 | 20 de julio de 2007     | 2 110 000       | 18,8%           |                 |
|            | 3          | 258       | 1948 – 1950  | 29 de agosto de 2007     | 3 de septiembre de 2008 | 2 328 000       | 20,5%           |                 |
|            | 4          | 255       | 1950 – 1951  | 4 de septiembre de 2008  | 27 de agosto de 2009    | 2 666 000       | 23,0%           |                 |
|            | 5          | 256       | 1952 – 1953  | 28 de agosto de 2009     | 3 de septiembre de 2010 | 2 844 000       | 23,1%           |                 |
|            | 6          | 261       | 1954 – 1955  | 6 de septiembre de 2010  | 2 de septiembre de 2011 | 2 759 000       | 21,7%           |                 |
|            | 7          | 256       | 1956 – 1957  | 5 de septiembre de 2011  | 15 de noviembre de 2012 | 2 746 000       | 21,3%           |                 |
| Total      | Total      | 1 707     | 1936 – 1957  | 2005                     | 2012                    | 2 478 000       | 21,0%           |                 |

Notas
1. ↑  Esta temporada contó con un episodio resumen especial emitido el día previo al último capítulo de la temporada
2. ↑  Esta temporada fue interrumpida en la temporada estival desde el 2 de julio, reanudando su emisión el 10 de septiembre de 2012

### Episodios especiales
Amar en tiempos revueltos tuvo cuatro especiales, cada uno de dos episodios, emitidos semanalmente en prime time. 
| Especial | Especial                       | Episodios | Ambientación | Estreno                 | Final                   | Audiencia media | Audiencia media |
| Especial | Especial                       | Episodios | Ambientación | Estreno                 | Final                   | Espectadores    | Cuota           |
| -------- | ------------------------------ | --------- | ------------ | ----------------------- | ----------------------- | --------------- | --------------- |
|          | Flores para Belle              | 2         | 1943 – 1947  | 5 de junio de 2008      | 12 de junio de 2008     | 3 203 000       | 18,1%           |
|          | ¿Quién mató a Hipólito Roldán? | 2         | 1949 – 1950  | 25 de junio de 2009     | 2 de julio de 2009      | 2 840 000       | 17,9%           |
|          | Alta traición                  | 2         | 1952         | 1 de febrero de 2010    | 8 de febrero de 2010    | 3 086 000       | 15,0%           |
|          | La muerte a escena             | 2         | 1956         | 1 de septiembre de 2011 | 8 de septiembre de 2011 | 2 107 000       | 12,9%           |
| Total    | Total                          | 8         |              | 2008                    | 2011                    | 2 809 000       | 16,0%           |

## Ficha técnica y artística

### Equipo técnico

#### 1.ª temporada
Director de Programación y Contenidos de TVEPablo Carrasco
Director de Programas de TVESalvador Agustín / Javier Montemayor
Director de Programas Teatrales y de Ficción de TVEJosé Ramón Vázquez
Idea y argumentoJosep Maria Benet i Jornet, Rodolf Sirera y Antonio Onetti
Música originalPedro Martínez
Música de la cabeceraNoel Molina
Productores ejecutivosJaume Banacolocha y Joan Bas
Delegado de Producción de TVECarlos I. Manrique
Dirección de ProducciónEugeni Margalló, Vicente Torres y Javier Rodríguez
Director artísticoLluís María Güell
Director de la serieOrestes Lara

#### 2.ª temporada
Director de Programación y Contenidos de TVEPablo Carrasco / Carlos Fernández
Director de Programas de TVEJavier Montemayor / Eva Cebrián
Director de Ficción de TVEJosé Ramón Vázquez / David Martínez
IdeaJosep Maria Benet i Jornet, Rodolf Sirera y Antonio Onetti
ArgumentoAdolfo Puerta, Antonio Prieto y Santiago Tabuenca
Música originalPedro Martínez
Música de la cabeceraNoel Molina
Producción ejecutivaJaume Banacolocha, Joan Bas y Lluís María Güell
Delegado de Producción de TVECarlos I. Manrique
Dirección de ProducciónEugeni Margalló
Director de la serieGerardo Gormezano

#### 3.ª temporada
Director de Programación y Contenidos de TVECarlos Fernández
Directora de Programas de TVEEva Cebrián
Director de Ficción de TVEDavid Martínez
Idea y argumentoJosep Maria Benet i Jornet, Rodolf Sirera y Antonio Onetti
Música originalPedro Martínez
Música de la cabeceraNoel Molina
Producción ejecutivaJaume Banacolocha y Joan Bas
Delegada de Producción de TVEMaría Roy
Director de ProducciónEugeni Margalló
Director de la serieJoan Noguera

#### 4.ª temporada
Director de Programación y Contenidos de TVECarlos Fernández
Directora de Programas de TVEEva Cebrián
Director de Ficción de TVEDavid Martínez
Idea originalJosep Maria Benet i Jornet, Rodolf Sirera y Antonio Onetti
ArgumentoRodolf Sirera, Manel Cubedo y Pablo Tobías
Música originalPedro Martínez
Música de la cabeceraNoel Molina
Delegada de Producción de TVEMaría Roy
Dirección de ProducciónEugeni Margalló y Nuria Hernández
Producción ejecutiva adjuntaMontse García
Producción ejecutivaJaume Banacolocha y Joan Bas
Director de la serieJoan Noguera

#### 5.ª temporada
Directora de Programación y Contenidos de TVELola Molina
Directora de Programas de TVEEva Cebrián
Director de Ficción de TVEDavid Martínez / Fernando López Puig
Idea original y argumentoJosep Maria Benet i Jornet, Rodolf Sirera y Antonio Onetti
Música originalPedro Martínez
Música de la cabeceraNoel Molina
Delegada de Producción de TVEMaría Roy
Dirección de ProducciónEugeni Margalló y Nuria Hernández
Producción ejecutiva adjuntaMontse García
Producción ejecutivaJaume Banacolocha y Joan Bas
Director de la serieEduardo Casanova

#### 6.ª temporada
Directora de Programación y Contenidos de TVELola Molina
Director de Ficción de TVEFernando López Puig
Idea originalJosep Maria Benet i Jornet, Rodolf Sirera y Antonio Onetti
ArgumentoRodolf Sirera, Manel Cubedo y Virginia Yagüe
Música de la seriePedro Martínez
Música de la cabeceraNoel Molina
Delegada de Producción de TVEMaría Roy
Dirección de ProducciónEugeni Margalló y Nuria Hernández
Producción ejecutiva adjuntaMontse García
Producción ejecutivaJaume Banacolocha y Joan Bas
Director de la serieEduardo Casanova

#### 7.ª temporada
Director de Ficción de TVEFernando López Puig
Idea y argumentoJosep Maria Benet i Jornet, Rodolf Sirera y Antonio Onetti
Argumento y desarrolloRodolf Sirera, Miriam G. Montero y Manel Cubedo
Música de la seriePedro Martínez
Música de la cabeceraNoel Molina
Delegada de Producción de TVEMaría Roy
Dirección de ProducciónEugeni Margalló y Nuria Hernández
Producción ejecutiva adjuntaMontse García
Producción ejecutivaJaume Banacolocha y Joan Bas
Director de la serieEduardo Casanova

## Premios
| Año                                                                                       | Categoría | Dirigido a | Resultado                      |
| Premio Turia (Cartelera Turia)                                                            | Premio Turia (Cartelera Turia)                                                                                                  | Premio Turia (Cartelera Turia)                                                                                                  | Premio Turia (Cartelera Turia) |
| ----------------------------------------------------------------------------------------- | --- | --- | ------------------------------ |
| 2006                                                                                      | Mejor Serie Nacional | Mejor Serie Nacional | Ganadora                       |
| TP de Oro (Revista Teleprograma)                                                          | | |                                |
| 2006                                                                                      | Mejor Telenovela | Mejor Telenovela | Finalista                      |
| 2007                                                                                      | Mejor Telenovela | Mejor Telenovela | Finalista                      |
| 2008                                                                                      | Mejor Telenovela | Mejor Telenovela | Finalista                      |
| 2009                                                                                      | Mejor Telenovela | Mejor Telenovela | Ganadora                       |
| 2010                                                                                      | Mejor Telenovela | Mejor Telenovela | Ganadora                       |
| 2011                                                                                      | Mejor Telenovela | Mejor Telenovela | Ganadora                       |
| 2012                                                                                      | Mejor Telenovela | Mejor Telenovela | Ganadora                       |
| Festival Internacional de Televisión de la Rose d'Or                                      | | |                                |
| 2006                                                                                      | Mejor Programa de Televisión | Mejor Programa de Televisión | Nominada                       |
| Premios Iris (Academia de Televisión y de las Ciencias y Artes del Audiovisual de España) | | |                                |
| 2007                                                                                      | Mejor Programa de Ficción | Mejor Programa de Ficción | Finalista                      |
| 2007                                                                                      | Mejor Guion | Macu Tejera Osuna, Virginia Yagüe, Antonio Prieto, Sergio Barrejón, Mercedes Cruz, Nacho Faerna y Julia Altares                 | Finalista                      |
| 2007                                                                                      | Mejor Maquillaje y Caracterización                                                                                              | Paloma Buendía | Finalista                      |
| 2008                                                                                      | Mejor Maquillaje y Caracterización                                                                                              | Paloma Buendía | Ganadora                       |
| 2008                                                                                      | Mejor Dirección de Arte y Escenografía                                                                                          | Virginia Flores y Marcelo Pacheco                                                                                               | Ganadores                      |
| 2009                                                                                      | Mejor Guion | Equipo de guionistas de 'Amar'                                                                                                  | Finalistas                     |
| 2009                                                                                      | Mejor Música para Televisión | Noel Molina | Ganador                        |
| 2011                                                                                      | Mejor Programa de Ficción | Mejor Programa de Ficción | Finalistas                     |
| 2011                                                                                      | Mejor Productor | Jaume Banacolocha y Joan Bas | Finalistas                     |
| 2011                                                                                      | Mejor Guion | Equipo de guionistas de 'Amar'                                                                                                  | Finalistas                     |
| 2011                                                                                      | Mejor Música para Televisión | Noel Molina y Pedro Martínez | Ganadores                      |
| 2012                                                                                      | Mejor Dirección de Arte y Escenografía                                                                                          | Miguel Ángel Millán, Marcelo Pacheco y Virginia Flores                                                                          | Finalistas                     |
| Premios de la Unión de Actores y Actrices                                                 | | |                                |
| 2006                                                                                      | Mejor Actor Secundario | Héctor Colomé | Nominado                       |
| 2006                                                                                      | Mejor Actriz Secundaria | Pilar Barrera | Nominada                       |
| 2007                                                                                      | Mejor Actriz Protagonista | Ana Otero | Finalista                      |
| 2008                                                                                      | Mejor actriz secundaria | Marta Calvó | Finalista                      |
| 2008                                                                                      | Mejor Actor de Reparto | José Luis Alcobendas | Ganador                        |
| 2008                                                                                      | Mejor Actriz de Reparto | Ana Villa | Ganadora                       |
| 2008                                                                                      | Mejor Actriz de Reparto | Satur Barrios | Finalista                      |
| 2009                                                                                      | Mejor actor secundario | Ángel Pardo | Finalista                      |
| 2009                                                                                      | Mejor Actriz Secundaria | Marina San José | Finalista                      |
| 2009                                                                                      | Mejor Actriz Secundaria | Ana Labordeta | Ganadora                       |
| 2009                                                                                      | Mejor Actriz de Reparto | Satur Barrios | Finalista                      |
| 2010                                                                                      | Mejor Actor Secundario | Javier Collado | Finalista                      |
| 2010                                                                                      | Mejor Actriz de Reparto | Pepa Pedroche | Ganadora                       |
| 2011                                                                                      | Mejor Actriz Secundaria | Ana Goya | Finalista                      |
| 2011                                                                                      | Mejor Actriz de Reparto | Beatriz Bergamín | Finalista                      |
| 2012                                                                                      | Mejor Actor Protagonista | José Luis García Pérez | Finalista                      |
| 2012                                                                                      | Mejor Actriz Protagonista | Itziar Miranda | Finalista                      |
| 2012                                                                                      | Mejor Actriz Secundaria | Carmen Gutiérrez | Finalista                      |
| 2012                                                                                      | Mejor Actriz de Reparto | Macarena García | Finalista                      |
| 2013                                                                                      | Mejor Actriz Protagonista | Itziar Miranda | Nominada                       |
| 2013                                                                                      | Mejor Actor Secundario | Juan Gea | Nominado                       |
| 2013                                                                                      | Mejor Actor de Reparto | Joaquín Climent | Ganador                        |
| Festival de Cine de Nueva York                                                            | | |                                |
| 2007                                                                                      | Medalla de Plata en Categoría de Drama (Jaume Banacolocha)                                                                      | Medalla de Plata en Categoría de Drama (Jaume Banacolocha)                                                                      | Ganadora                       |
| Banff World Television Awards                                                             | | |                                |
| 2007                                                                                      | Mejor Telenovela y Drama Seriado                                                                                                | Mejor Telenovela y Drama Seriado                                                                                                | Finalista                      |
| 2008                                                                                      | Mejor Telenovela y Drama Seriado                                                                                                | Mejor Telenovela y Drama Seriado                                                                                                | Finalista                      |
| Festival de Cortometrajes de Aguilar del Campo                                            | | |                                |
| 2008                                                                                      | Premio Águila de Oro | Amar en tiempos revueltos | Ganadora                       |
| Premios Ondas (Ràdio Barcelona, Grupo Prisa)                                              | | |                                |
| 2008                                                                                      | Nacionales de Televisión: Mejor Serie                                                                                           | Nacionales de Televisión: Mejor Serie                                                                                           | Ganadora                       |
| Festival de Televisión de Montecarlo                                                      | | |                                |
| 2008                                                                                      | Mejor Drama | Amar en tiempos revueltos | Finalista                      |
| 2008                                                                                      | Mejor Actor | Carlos García, Antonio Valero, Nacho López y Manu Baqueiro                                                                      | Nominados                      |
| 2008                                                                                      | Mejor Actriz | Sara Casasnovas, Marta Calvó, Ana Villa e Itziar Miranda                                                                        | Nominadas                      |
| 2008                                                                                      | Mejor Productor Internacional                                                                                                   | Jaume Banacolocha y Joan Bas | Nominados                      |
| 2008                                                                                      | Mejor Productor Europeo | Jaume Banacolocha y Joan Bas | Nominados                      |
| Festival de Islantilla de Cine y Televisión                                               | | |                                |
| 2009                                                                                      | Premio de la Universidad de Huelva a la Mejor Serie de Ficción                                                                  | Premio de la Universidad de Huelva a la Mejor Serie de Ficción                                                                  | Ganadora                       |
| Festival Internacional de Telefim e internet de Luchon                                    | | |                                |
| 2009                                                                                      | Premio del Jurado Pyrennes d'Or                                                                                                 | Amar en tiempos revueltos | Ganadora                       |
| Finalista del Festival Internacional de Televisión y Cine Histórico de "Reino de León"    | | |                                |
| 2009                                                                                      | – | Amar en tiempos revueltos | Finalista                      |
| Festival LesGaiCineMad                                                                    | | |                                |
| 2010                                                                                      | Premio de Honor | Marina San José y Carlota Olcina                                                                                                | Ganadoras                      |
| Premio Delia Fiallo                                                                       | | |                                |
| 2011                                                                                      | Para Amar en tiempos revueltos: "por los datos conseguidos durante todas sus temporadas tanto en España como en América Latina" | Para Amar en tiempos revueltos: "por los datos conseguidos durante todas sus temporadas tanto en España como en América Latina" | Ganadora                       |
| Cooperativa "El Progreso" de Villarrubia de los Ojos                                      | | |                                |
| 2012                                                                                      | Premio Vinos Ojos del Guadiana                                                                                                  | Amar en tiempos revueltos | Ganadora                       |
| Premio Baeza Diversa                                                                      | | |                                |
| 2012                                                                                      | – | Amar en tiempos revueltos | Ganadora                       |

## Libros inspirados en la serie
- Azucena de noche, Adolfo Puerta Martín (Plaza & Janés, 2007).
- Si tú me dices ven, lo dejo todo, Adolfo Puerta Martín (Plaza & Janés, 2008).
- El día que me quieras, Adolfo Puerta Martín (Plaza & Janés, 2009).
- La cocina de Manolita y Marcelino, vv.aa., Itziar Miranda y Manuel Baqueiro (Plaza & Janés, 2010).
- La España de Pelayo, Manolita y Marcelino, Josep Lluís Sirera (Plaza & Janés, 2011).
- Amapola, Macu Tejera Osuna (Plaza & Janés, 2012).
- El libro de Amar en tiempos revueltos, vv.aa. (Plaza & Janés, 2012).

Existen varios libros inspirados en la serie, el primero que se publicó fue Azucena de Noche en el año 2007, escrito por Adolfo Puerta Martín (en la serie se dice que el libro lo ha escrito Marcos de la Cruz, personaje protagonista de la segunda temporada). La protagonista de la historia de esta novela es una enigmática locutora de radio con un secreto oculto. Al año siguiente se publicó un segundo libro titulado Si tú me dices ven, lo dejo todo, escrito por el mismo autor de Azucena de Noche. El libro está inspirado en el personaje de Alicia Peña, la protagonista de la tercera temporada.
En 2009 se publicó El día que me quieras, este libro está nuevamente inspirado en un personaje de la serie, en este caso en Héctor Perea, y el autor es el mismo de los dos libros anteriores. También hay dos libros basados en los conocidos personajes del bar «El Asturiano», el primero es un libro de recetas de cocina titulado La cocina de Manolita y Marcelino y el segundo se titula La España de Pelayo, Manolita y Marcelino y fue escrito por Josep Lluís Sirera.
En 2012 se publicó Amapola, un libro inspirado en los personajes de Asunción Muñoz, Héctor Perea y Jaime Hernández Prado. Ese mismo año se publicó otro libro con motivo del final de la serie titulado El libro de Amar en tiempos revueltos. Este libro repasa las tramas y personajes de las siete temporadas de la serie y de los cuatro especiales. Además, el libro muestra el trabajo de los guionistas y anécdotas del rodaje entre otras muchas cosas.

## Incidencias
El 27 de enero de 2011 falleció el actor Paco Maestre, interpretando al delincuente Celso. Sufrió un infarto durante el rodaje.

## Emisión en el extranjero
La serie fue emitida en cerca de 30 países.
| Área de emisión      | Canal de televisión                              |
| -------------------- | ------------------------------------------------ |
| Mundo                | TVE Internacional y Star HD                      |
| Argentina            | TV Pública                                       |
| Bélgica              | La Trois                                         |
| Bolivia              | TVE Internacional                                |
| Brasil               | TV Brasil                                        |
| Bulgaria             | bTV y bTV Cinema                                 |
| Chile                | Televisión Nacional de Chile, Mega y Chilevisión |
| Corea del Sur        | CLP                                              |
| Costa Rica           | Teletica                                         |
| Ecuador              | Ecuavisa, Teleamazonas y Gamavisión              |
| Estados Unidos       | Telemundo                                        |
| Filipinas            | CTN47                                            |
| Francia              | Virgin 17 y France 3                             |
| Honduras             | Corporación Televicentro y VTV                   |
| Irán                 | GEM TV                                           |
| Italia               | La7                                              |
| Nicaragua            | Televicentro                                     |
| Panamá               | Televisora Nacional                              |
| Paraguay             | Paraguay TV                                      |
| Perú                 | Panamericana Televisión                          |
| Polonia              | TVN 7                                            |
| Portugal             | SIC Radical                                      |
| Puerto Rico          | Azteca América                                   |
| Reino Unido          | ITV2                                             |
| República Dominicana | Telesistema, Tele Antillas y Antena 7            |
| Rumania              | NTV                                              |
| Serbia               | Happy televizija                                 |
| Uruguay              | Televisión Nacional                              |
| Venezuela            | Televen                                          |